# Peter Schirmann
Peter Schirmann (* 31. Juli 1935 in Berlin; † 19. September 2021 in Berlin) war ein deutscher Komponist, Filmkomponist, Dirigent und Arrangeur.

## Leben und Wirken
Schirmann erhielt seine künstlerische Ausbildung am Städtischen Konservatorium in Berlin-West sowie an der Hochschule für Musik „Hanns Eisler“ Berlin in Ostberlin. Seine Fächer waren Violoncello und Oboe, darüber hinaus wurde er in Musiktheorie, Tonsatz und Musikgeschichte unterwiesen. Außerdem bildete sich Schirmann bei Hans Hauska weiter und absolvierte 1966 ein Studium an der Film- und Fernsehakademie Berlin in der Regieklasse von Egon Monk.
Seine frühen Arbeitsjahre verbrachte Peter Schirmann in Ostberlin und der DDR, wo er als Pianist, Gitarrist und Arrangeur in Tanzkapellen sowie als Varieté- und Kabarettbegleiter wirkte. In Potsdam übernahm Schirmann die musikalische Leitung des Kabaretts Der Kaktus. Das Kabarett Die Bedienten, aus dem später im Westen Berlins das Reichskabarett und Die Wühlmäuse hervorgingen, hatte er mitbegründet. Seit Januar 1959 in Berlin (West) ansässig, übernahm Schirmann von Ende 1959 bis 1965 die musikalische Leitung des Kabaretts Die Stachelschweine. Anschließend war er freiberuflich tätig.
Noch während seiner Tätigkeit für die Kabarettszene begann Peter Schirmann als Komponist für Kino- und Fernsehfilme zu arbeiten. Mitte der 1960er Jahre komponierte er für mehrere kurze Dokumentarfilme. Für die Neufassungen der Stummfilmklassiker Das Cabinet des Dr. Caligari, Der müde Tod und Nosferatu – Eine Symphonie des Grauens lieferte Schirmann ebenso Neuvertonungen wie für einige Neufassungen von Tonfilmkomödien mit Stan Laurel und Oliver Hardy. In den frühen 1970er Jahren belieferte Schirmann mehrere Filmmusiken zu dürftigen Kinolustspielen. In den späten 1970er und in den 1980er Jahren kamen kompositorische Aufträge vom deutschen Fernsehen hinzu.
Seit 1973 hat sich Peter Schirmann in erster Linie um den deutschen Schlager verdient gemacht und war als Arrangeur bzw. Dirigent an zahlreichen Aufnahmen mit Künstlern wie Marianne Rosenberg, Peter Maffay, Udo Jürgens, Ricky Shayne, Michael Schanze, Fred Bertelmann, Christian Anders, Roland Kaiser, Howard Carpendale und Wencke Myhre beteiligt. Schimann arbeitete aber auch mit neueren deutschen Bands wie Rosenstolz, den Berlin Comedian Harmonists und einmal sogar den Ärzten zusammen.
Schirmann hat außerdem für die Werbung komponiert und klassische Musikproduktionen eingespielt. Als Arrangeur und Dirigent arbeitete er überdies mit den Big Bands von RIAS-Berlin, dem SFB und dem NDR sowie dem Südwestfunk-Orchester, den Streichern der Deutschen Oper Berlin, dem Radio Sinfonie Orchesters Berlin, den Münchner Philharmonikern und dem Filmorchester Babelsberg zusammen.

## Filmografie
Kinofilmkompositionen, wenn nicht anders angegeben
- 1964: Montage 1919 (Kurzdokumentarfilm)
- 1965: An einem Sommertag in Berlin (Kurzdokumentarfilm)
- 1970: Oswalt Kolle: Dein Kind, das unbekannte Wesen (Dokumentarfilm)
- 1970: Hurra, wir sind mal wieder Junggesellen!
- 1971–80: V.I.P.-Schaukel (TV-Serie)
- 1971: Fluchtweg St. Pauli – Großalarm für die Davidswache
- 1971: Rosy und der Herr aus Bonn
- 1972: Van der Valk und das Mädchen (Fernsehfilm)
- 1972: Grün ist die Heide
- 1972: Alter Kahn und junge Liebe
- 1973: Unsere Tante ist das Letzte
- 1973: Ich dachte, ich wäre tot
- 1976–78: Direktion City (Fernsehserie)
- 1978: MS Franziska (Fernsehserie)
- 1978: Rosi (Fernsehfilm)
- 1981: Ohne Rückfahrkarte (Fernsehfilm)
- 1982: Die Barrikade (Fernsehfilm)
- 1983: Die Rückkehr der Zeitmaschine (Fernsehfilm)
- 1985: Treffpunkt Leipzig (Fernsehfilm)
- 1986: Detektivbüro Roth (Fernsehserie)
- 1989: Echo (Kurzfilm)